# Sortland
Sortland o Suortá (en sami septentrional) és un municipi situat al comtat de Nordland, Noruega. Té 10.401 habitants (2018) i la seva superfície és de 722,37 km². El centre administratiu del municipi és la població de Sortland. Els altres pobles de Sortland són Bø, Holand, Holmstad, Liland, Sigerfjord, i Strand.
El municipi de Sortland està situat a les illes de Langøya i Hinnøya a l'arxipèlag de Vesterålen. El municipi envolta la part interior de l'Eidsfjorden i l'estret de Sortlandssundet. Hi ha diversos ponts al municipi, entre els quals el pont de Djupfjordstraumen, el pont de Kvalsaukan i el pont de Sortland. El pont de Sortland es troba al nord de la ciutat de Sortland. Una de les carreteres principals a través del municipi és la Carretera comtal noruega 82. La muntanya de Møysalen i part del Parc Nacional de Møysalen es troben al sud de Sortland.
Sortland i la regió de Vesterålen són perfectes per observar l'espectacular fenomen de l'aurora boreal. L'aurora boreal fa una bandera multicolor al cel i la lluna il·lumina l'escena fent una panoràmica impressionant. Les imatges preses aquí han estat presentades a la revista National Geographic. El municipi és també un bon lloc per a presenciar-hi tant el sol de mitjanit (del 23 de març al 23 de juliol) com la nit polar (del 30 de novembre al 12 de gener).